# Vučine
Vučine är en ort i Bosnien och Hercegovina.   Den ligger i entiteten Federationen Bosnien och Hercegovina, i den södra delen av landet, 90 km sydväst om huvudstaden Sarajevo. Vučine ligger 306 meter över havet och antalet invånare är 286.
Terrängen runt Vučine är huvudsakligen kuperad, men den allra närmaste omgivningen är platt. Närmaste större samhälle är Crnići, 3,8 km söder om Vučine. 
Omgivningarna runt Vučine är en mosaik av jordbruksmark och naturlig växtlighet. Runt Vučine är det ganska tätbefolkat, med 80 invånare per kvadratkilometer.